# Język tidore
Język tidore (indonez. bahasa Tidore) – język używany w prowincji Moluki Północne w Indonezji (zwłaszcza przez grupę etniczną Tidore), należący do niewielkiej rodziny północnohalmaherskiej. Posługuje się nim ludność na południe od obszaru języka ternate. Według danych z 2006 r. jest używany przez 40 tys. osób, dla których jest to język ojczysty. Dodatkowo odnotowano, że przynajmniej 20 tys. osób zna go jako drugi język.
Jego użytkownicy zamieszkują wyspy Tidore, Maitara, Mare, Moti (północny fragment) oraz rejon nadbrzeżny pobliskiej Halmahery. Społeczności migranckie Tidore osiedliły się w innych zakątkach prowincji (grupy wysp Bacan i Obi, południowe wybrzeże Halmahery). Wraz z pozostałymi językami północnohalmaherskimi (peryferyjna grupa języków papuaskich) tworzy enklawę w obszarze zdominowanym przez rodzinę języków austronezyjskich.
Historycznie był językiem Sułtanatu Tidore, a od XVII w. służył jako regionalny język handlowy, obok malajskiego. Poza Molukami jego wpływy sięgnęły zachodniej Nowej Gwinei i okolicznych wysp. Przetrwał jako środek komunikacji międzyetnicznej w obrębie dawnego terytorium sułtanatu (centralna Halmahera).
Jest jednym z lepiej poznanych języków Moluków. Badania nad językiem tidore prowadziła Miriam van Staden, autorka obszernego opracowania gramatycznego (2000, 2010)  . Inne poświęcone mu materiały to m.in. słowniki (1994, 2020) oraz indonezyjski raport badawczy (1997). W latach 90. XX w. organizacja Summer Institute of Linguistics wydała w tym języku szereg treści edukacyjnych dla dzieci. Istnieje też zasób nowszych publikacji opracowanych przez Kantor Bahasa Provinsi Maluku Utara (w tym zbiory materiałów tekstowych).
Z danych publikacji Peta Bahasa wynika, że jest to wyraźnie odrębny dialekt języka ternate. C.L. Voorhoeve (1988) sklasyfikował ternate i tidore jako dialekty jednego języka, który określił mianem ternate-tidore. W innej pracy (1994) wyróżnił „język ternate” z dialektami ternate i tidore. M. van Staden (2000) rozpatruje ternate i tidore jako dwa różne języki.

## Klasyfikacja i cechy
Należy do niewielkiej rodziny języków północnohalmaherskich (North Halmahera, NH), toteż łączą go związki z językami Halmahery i językiem sąsiedniej wyspy Ternate – z którym jest bardzo blisko spokrewniony. Niektóre źródła wręcz grupują ternate i tidore jako dialekty jednego języka. C.L. Voorhoeve (1988) podaje, że 80% ich podstawowej leksyki to formy pokrewne, wskazując na wzajemną zrozumiałość obu języków. Pomimo bliskiego pokrewieństwa językowego Ternate i Tidore stanowią odrębne społeczności etniczne, które zachowują poczucie własnej tożsamości. W obrębie języka tidore występują co najmniej dwa subdialekty (związane z miejscowościami Mareku i Soa Sio), różniące się przede wszystkim cechami dźwiękowymi. Według doniesień istnienie tych odmian – i powiązanych podziałów subetnicznych – jest efektem dwóch fal migracyjnych, które ukształtowały społeczność Tidore.
Na poziomie struktury wykazuje wiele cech języków austronezyjskich; jest jednym z najmniej konserwatywnych przedstawicieli rodziny, jeśli chodzi o zachowanie rodzimych właściwości gramatycznych. Jest zasadniczo językiem izolującym, o skąpej morfologii fleksyjnej i derywacyjnej. Na tle języków NH wyróżnia się szykiem wyrazów SVO (podmiot orzeczenie dopełnienie). Występują w nim przyimki, zamiast typowych dla rodziny poimków. Pod wpływem języka malajskiego, podobnie jak język ternate, utracił elementy złożonej odmiany czasownika, właściwej dla wysoce syntetycznych języków północnej Halmahery. Formy czasowników w tidore nie wyrażają dopełnienia, ale wciąż zawierają informację o podmiocie, zgodnie z profilem typologicznym języków NH. W tidore zachował się charakterystyczny szyk konstrukcji dzierżawczych possessor-possessum (określnik dzierżawczy zajmuje miejsce przed rzeczownikiem określanym). Występuje stosunkowo swobodne rozróżnienie między częściami mowy (poszczególne słowa często mogą pełnić różne funkcje syntaktyczne). W składni tidore silnie są reprezentowane seryjne konstrukcje czasownikowe.
Języki NH zostały zaliczone do postulowanej rodziny zachodniopapuaskiej. Tidore i ternate są jedynymi autochtonicznymi językami papuaskimi, które wykształciły piśmiennictwo przed kontaktami europejskimi. Oba miały wczesną (przedeuropejską) formę pisaną na bazie pisma arabskiego (przynajmniej od XV w.). Historycznie były oficjalnymi środkami komunikacji pisemnej w regionie, pełniąc funkcję języka literackiego dla innych grup etnicznych. Wraz z ekspansją sułtanatów Ternate i Tidore stały się źródłem zapożyczeń dla języków wschodniej Indonezji. Współcześnie przypisuje się im niskie znaczenie społeczne, a dawna tradycja literacka zanikła. W edukacji, mediach i materiałach pisanych jest stosowany język indonezyjski. Indonezyjski, choć znany społeczności, jest zwykle zarezerwowany dla oficjalnych sfer życia. Funkcję lingua franca w sytuacjach mniej formalnych pełni malajski Moluków Północnych. Oba te języki wywierają znaczny wpływ na język tidore, kształtując lokalną sytuację językową i negatywnie oddziałując na żywotność rodzimego języka. Malajski Moluków Północnych, którym posługują się wszyscy jego użytkownicy, zaczął być przyswajany jako język prymarny, przed językiem etnicznym. M. van Staden (2006) uważa, że tidore jest wyraźnie zagrożony wymarciem.
Użycie malajskiego w regionie jest silnie ugruntowane historycznie i sięga okresu przedeuropejskiego. Dodatkowo w sferze religijnej istotną rolę odgrywa język arabski. Wskutek długotrwałych interakcji handlowych – a zarazem kontaktów z innymi językami – tidore zaczerpnął wiele obcych elementów słownictwa i gramatyki. Dzisiejszy język tidore obfituje w pożyczki malajskie (zarówno na poziomie leksyki, jak i gramatyki); występują też wyrazy o proweniencji europejskiej (portugalskiej i niderlandzkiej). Wpływy malajskiego sięgają zasobu spójników, liczebników, czasowników modalnych i struktury zdaniowej. Na leksykę tidore oddziałuje zarówno lokalny malajski, jak i język indonezyjski, przy czym udział zapożyczeń różni się w zależności od kategorii słownictwa.
Przypadek dzisiejszego języka tidore stanowi podstawę do rozważań nad istnieniem „języków mieszanych”, które mogą wymykać się tradycyjnej klasyfikacji genetycznej. Jak stwierdza M. van Staden (1998), wśród ludności Tidore powszechny jest code switching (między tidore a malajskim), który nie zawsze daje się odróżnić od zjawiska zapożyczania. Dochodzi wręcz do zatarcia granicy między malajskim a lokalnym językiem. Van Staden dochodzi do wniosku, że niemożliwe jest rozpatrywanie obu systemów językowych jako zupełnie niezależnych od siebie.

## System dźwiękowy
Podano za Pikkert i Pikkert 1995 ↓, s. 47, 52. Dane reprezentują dialekt soa sio.
Spółgłoski
|                           |              | wargowe | dziąsłowe | podniebienno- dziąsłowe | podniebienne | miękko- podniebienne | krtaniowe |
| ------------------------- | ------------ | ------- | --------- | ----------------------- | ------------ | -------------------- | --------- |
| nosowe                    | nosowe       | m       | n         |                         | ɲ            | ŋ                    |           |
| zwarte zwarto-szczelinowe | bezdźwięczne | p       | t         | tʃ                      |              | k                    |           |
| zwarte zwarto-szczelinowe | dźwięczne    | b       | d         | dʒ                      |              | ɡ                    |           |
| szczelinowe               | bezdźwięczne | f       | s         |                         |              |                      | h         |
| szczelinowe               | dźwięczne    |         |           |                         |              |                      |           |
| półotwarte                | półotwarte   | w       |           |                         | j            |                      |           |
| boczne                    | boczne       |         | l         |                         |              |                      |           |

Samogłoski
|             |             | przednie | centralne | tylne |
| ----------- | ----------- | -------- | --------- | ----- |
| przymknięte | przymknięte | i        |           | u     |
| średnie     | średnie     | e        |           | o     |
| otwarte     | otwarte     |          | a         |       |

## System zaimków
Podano za Hayami-Allen 2001 ↓, s. 218–219.
|        |      |            | niezależne | dzierżawcze | klityki |
| ------ | ---- | ---------- | ---------- | ----------- | ------- |
| 1. os. | lp.  | lp.        | ngori      | ri-         | to-     |
| 1. os. | lm.  | inclusivus | ngone      | ni-         | fo-     |
| 1. os. | lm.  | exclusivus | ngom       | mi-         | mo-     |
| 2. os. | lp.  | lp.        | ngona      | na-         | no-     |
| 2. os. | lm.  | lm.        | ngon       | ni-         | no-     |
| 3. os. | lp.  | m.         | una        | i-          | wo-     |
| 3. os. | lp.  | ż.         | mina       | mi-         | mo-     |
| 3. os. | lm.  | ludzie     | ona        | na-         | yo-     |
| 3. os. | inne | inne       | ena        | ma-         | yo-     |

Występują też grzecznościowe zaimki 1. os. lp.: fangare (m.) i fajaru (ż.), spośród przedstawicieli rodziny charakterystyczne dla języków tidore i ternate.

## Porównanie leksykalne
Przykładowe różnice między językiem tidore a językiem ternate (Hayami-Allen 2001 ↓, s. 217, 221):
| polski          | tidore  | ternate |
| --------------- | ------- | ------- |
| biały           | bulo    | budo    |
| co              | mega    | koa     |
| dawać           | toa     | haka    |
| dwa             | malofo  | romdidi |
| jajko           | gosi    | boro    |
| księżyc miesiąc | ora     | ara     |
| oko             | lao     | lako    |
| oni             | ona     | ana     |
| płakać          | reke    | ari     |
| przyjaciel      | dagilom | dagimoi |
| pytać           | yam     | ginado  |
| ty              | ngona   | ngana   |
| wnętrze         | doya    | daha    |